# Lomme
Lomme (flämisch: Olm) ist eine ehemals selbständige Stadt in der Region Hauts-de-France im Département Nord im Norden Frankreichs. Sie liegt im Tal der Deûle, westlich an Lille anschließend und hat rund 28.000 Einwohner.
Die Stadt war bis 2000 als Gemeinde Teil des damaligen Gemeindeverbundes Lille Métropole Communauté urbaine. Seither ist sie als Commune associée von Lille bei Wahrung einer gewissen Selbstverwaltung direkt an die Großstadt angegliedert.

## Sehenswürdigkeiten

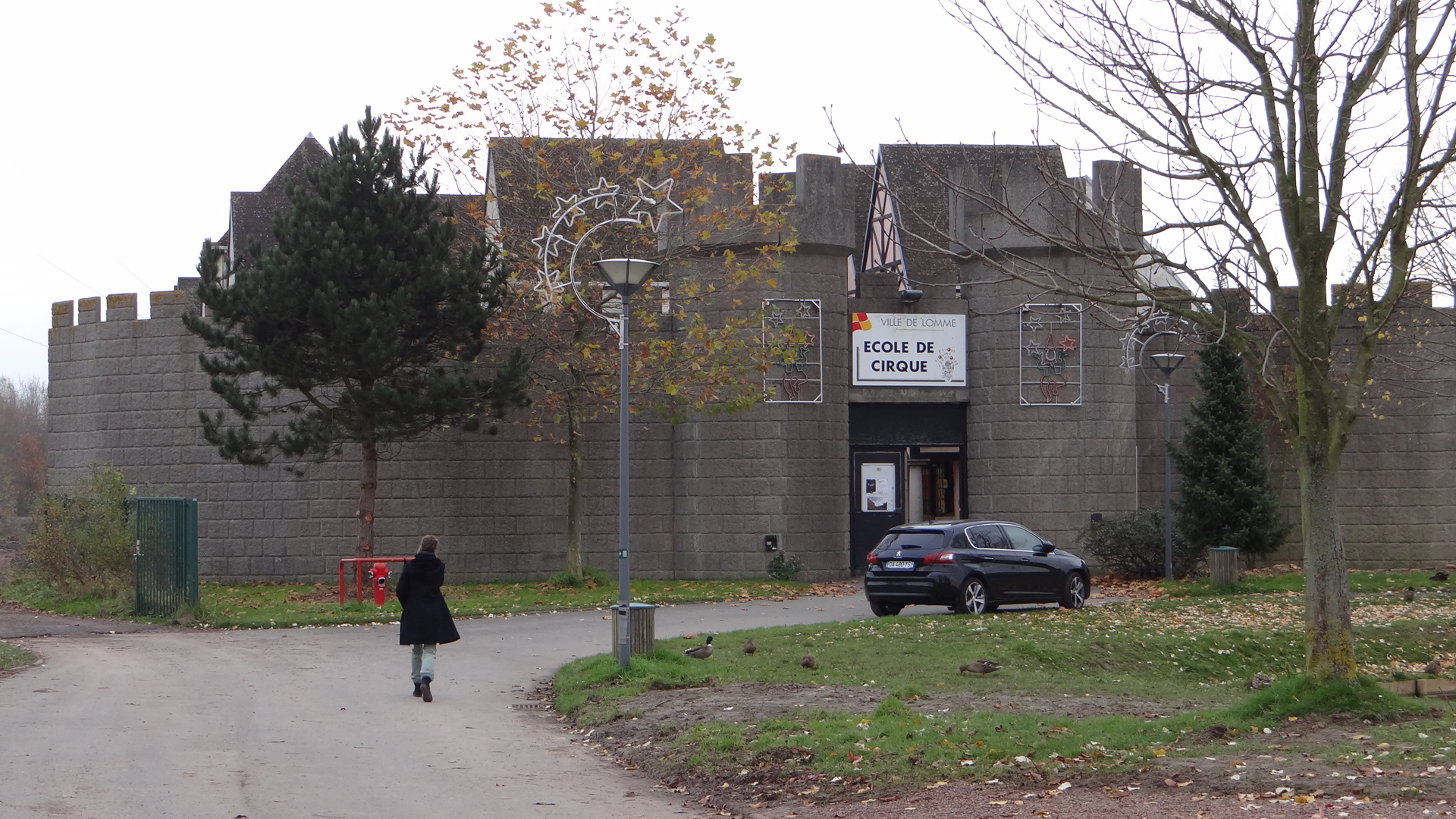
Schloss Isenghien
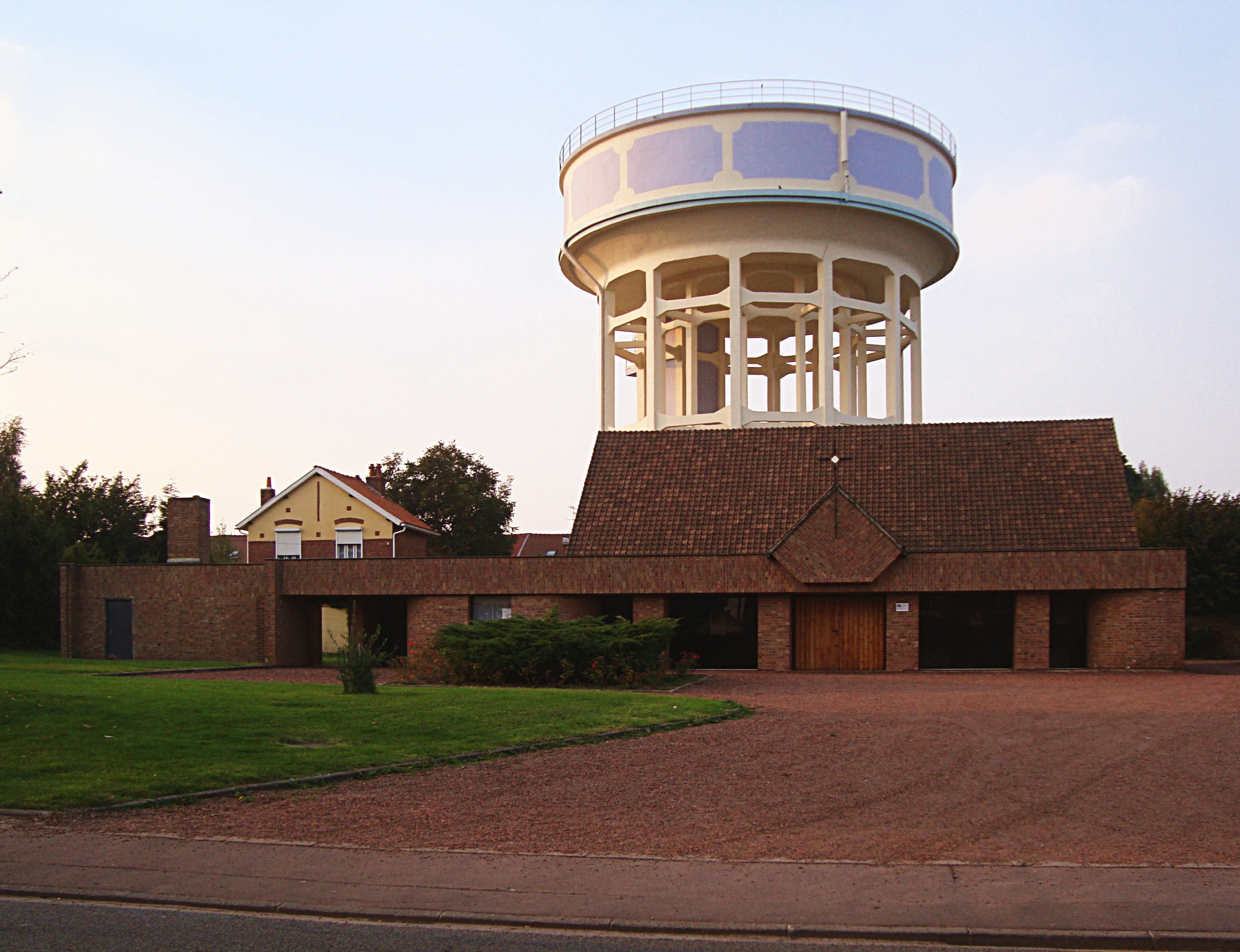
Kirche Saint-Christophe
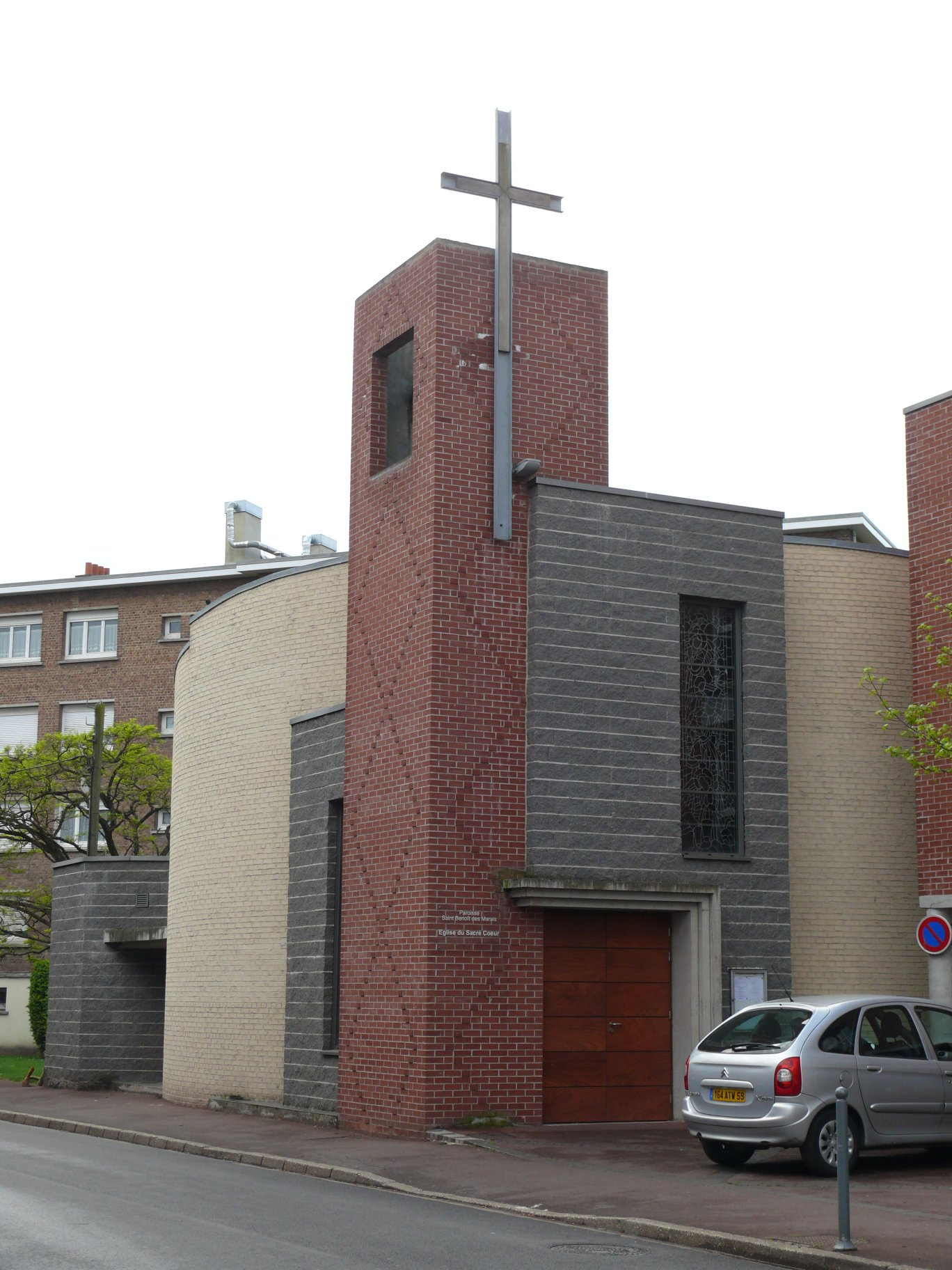
Kirche Sacré-Cœur
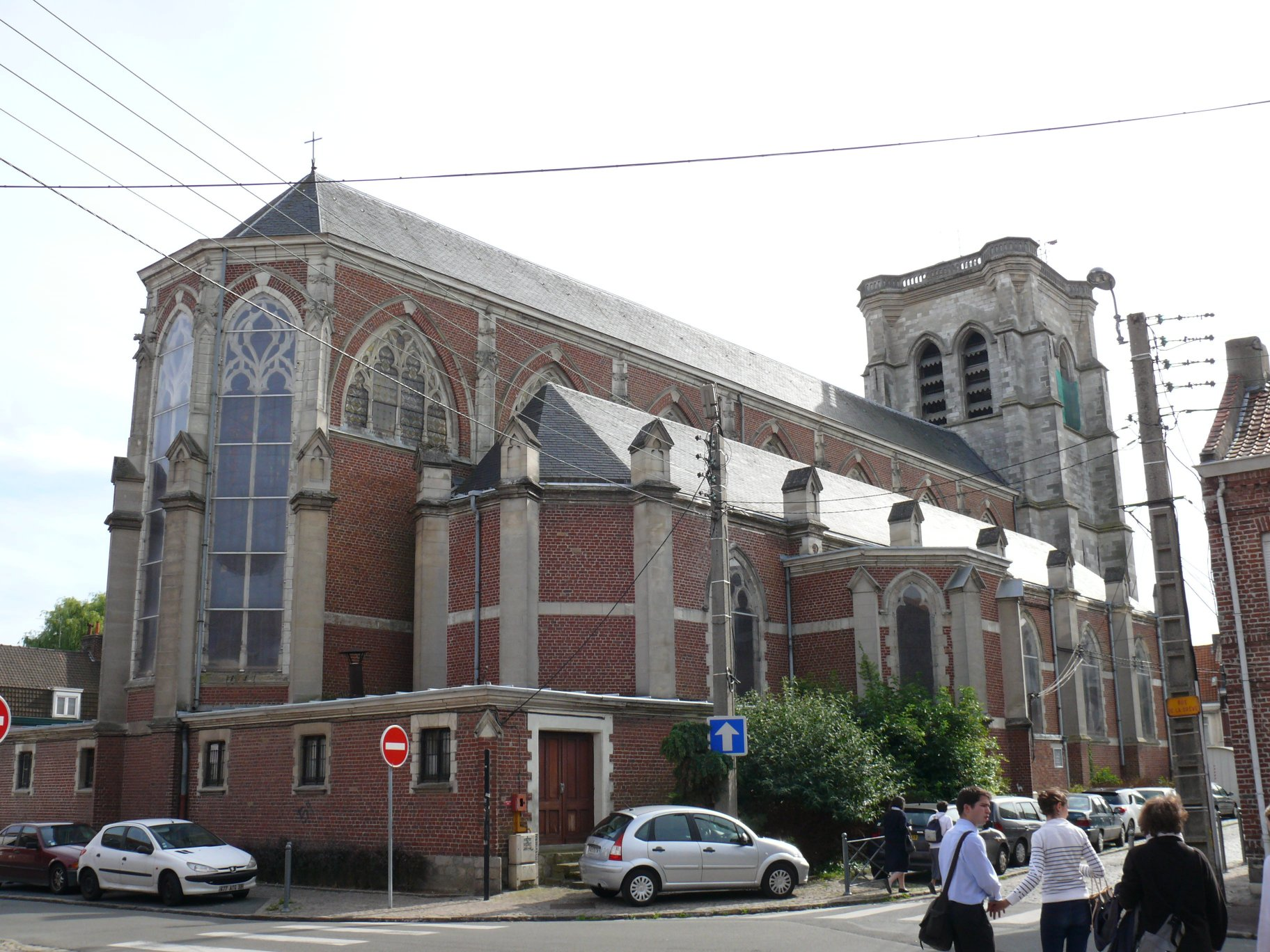
Kirche Notre-Dame-de-la-Visitation
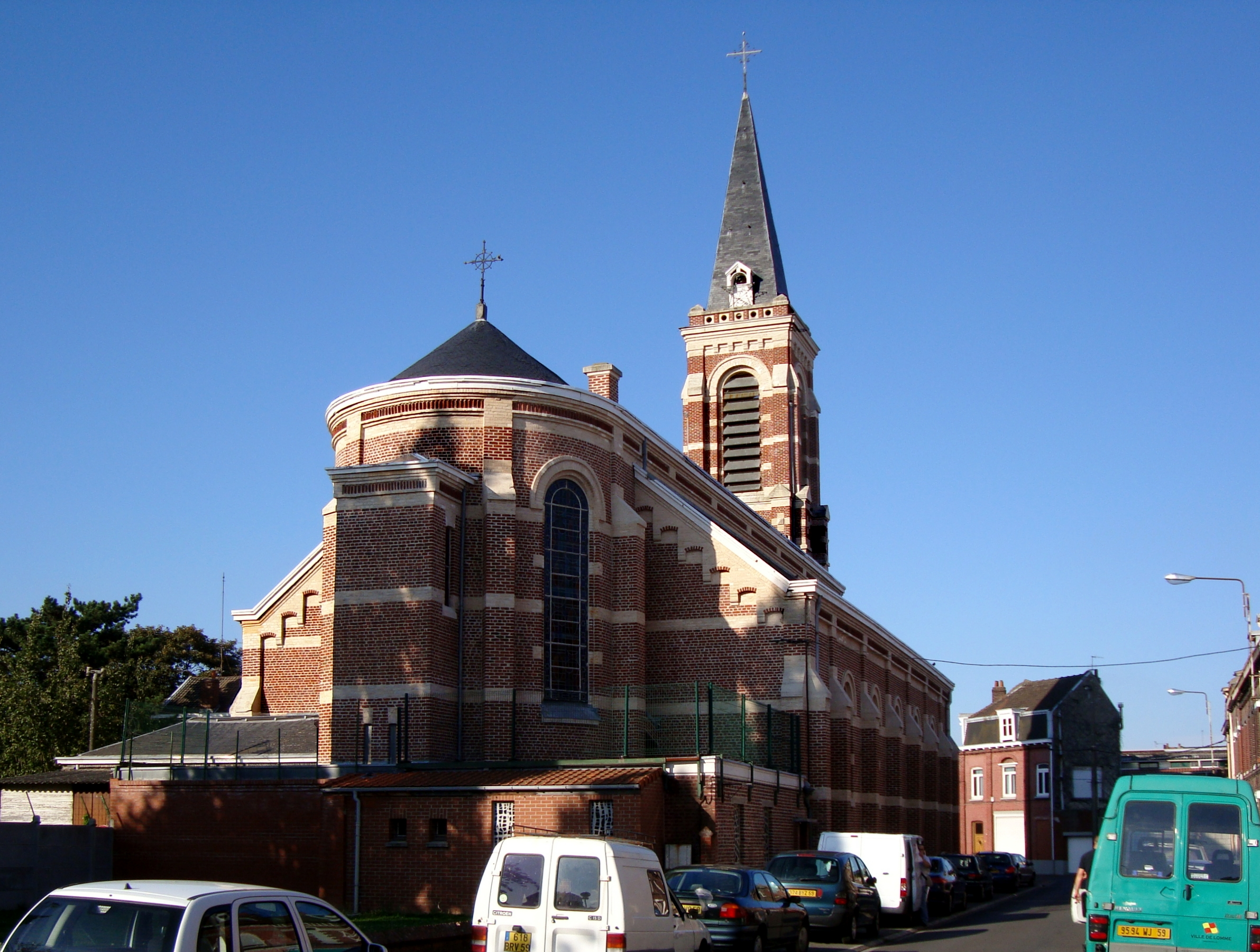
Kirche Notre-Dame-de-Lourdes
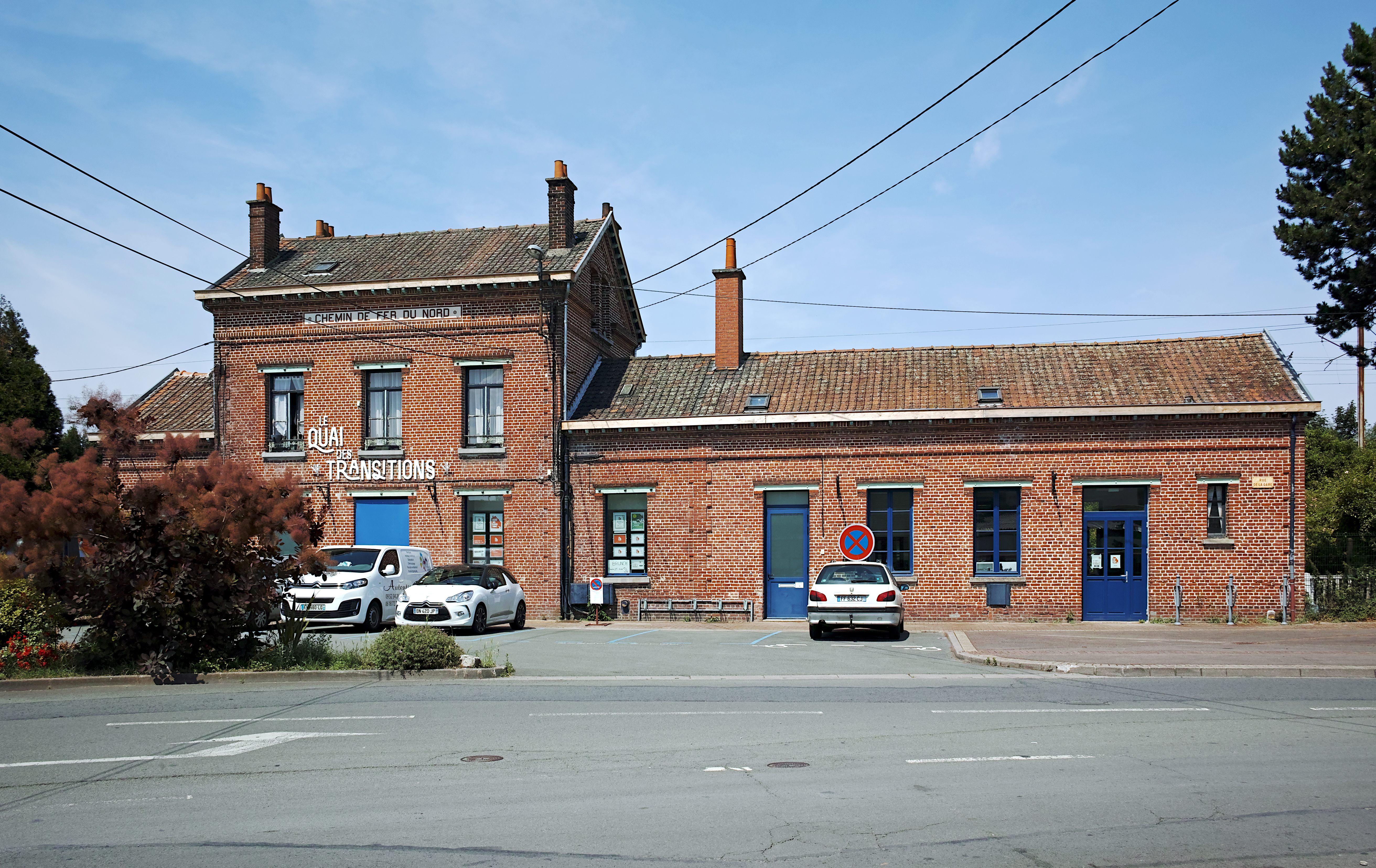
Bahnhof Lomme